# Promachus maculosus
Promachus maculosus là một loài ruồi trong họ Asilidae. Promachus maculosus được Macquart miêu tả năm 1834. Loài này phân bố ở miền Ấn Độ - Mã Lai.